# Anita Molcik
Anita Molcik (ur. 12 listopada 1980) – austriacka kolarka górska i BMX, brązowa medalistka mistrzostw świata MTB oraz zdobywczyni Pucharu Świata MTB.

## Kariera
Pierwszy sukces w karierze Anita Molcik osiągnęła w 2006 roku, kiedy zdobyła brązowy medal w four-crossie podczas mistrzostw świata MTB w Rotorua. W zawodach tych wyprzedziły ją jedynie Amerykanka Jill Kintner oraz Anneke Beerten z Holandii. Na rozgrywanych sześć lat później mistrzostwach Europy w Dohňanach zdobyła w tej samej konkurencji srebrny medal. Ponadto Molcik zwyciężyła w klasyfikacji generalnej four-crossu Pucharu Świata w kolarstwie górskim w sezonie 2010, a dwa lata wcześniej była druga, ulegając jedynie Anneke Beerten. Nie brała udziału w igrzyskach olimpijskich. Startuje także w wyścigach BMX.